# Habitatge al raval de Santa Anna, 16 (Reus)
L'Habitatge al raval de santa Anna, 16, és un edifici del municipi de Reus (Baix Camp) inclòs a l'Inventari del Patrimoni Arquitectònic de Catalunya com a Bé Cultural d'Interès Local.

## Descripció
És un edifici entre mitjaneres estructurat en planta baixa, entresol i tres pisos superiors. La planta baixa és un local d'ús comercial, a l'entresol hi ha un gran finestral semicircular que pràcticament ocupa tota l'amplada de la façana. Al primer pis hi ha una gran tribuna feta tota d'emplomat de vidre. És quadrangular i el vidre, a excepció del de la zona superior, completament transparent. Els pisos superiors tenen dues entrades allindanades d'estructura rectangular. La façana està coberta d'arrebossat imitant carreus sense desbastar.